# Tympanophyllum imperfectum
Tympanophyllum imperfectum är en insektsart som först beskrevs av De Jong, C. 1939.  Tympanophyllum imperfectum ingår i släktet Tympanophyllum och familjen vårtbitare. Inga underarter finns listade i Catalogue of Life.